# Полия
Полѝя (на италиански: Polia, на местен диалект Pulìa, Пулия) е село и община в Южна Италия, провинция Вибо Валентия, регион Калабрия. Разположено е на 400 m надморска височина. Населението на общината е 1030 души (към 2011 г.).